# Старий Замок
«Старий за́мок» — закарпатська щотижнева суспільно-політична україномовна газета, виходила у Мукачеві з 1997 до 2006 року, і під назвою «Старий Замок — Паланок» продовжила вихід до 2014 року. Виходила щочетверга. Розповсюджувалась всією Закарпатською областю, надходила у продаж через кіоски та лотки приватних розповсюджувачів, за передплатою, частина тиражу роздавалася безкоштовно з метою популяризації. В газеті допускалися діалектизми у назвах статей.

## Історія газети
Газета почала своє існування як 8-сторінкове видання наприкінці 1997 року, друкувалася у видавництві «Закарпаття» в Ужгороді. Газету контролював місцевий підприємець Віктор Балога, який тоді саме планував вступ до політики. Редакція спочатку знаходилась у новому офісному будинку його фірми «Барва» в Мукачеві, по вул. Івана Франка 132, однак відкриту агітацію за Віктора Балогу як кандидата в мери Мукачева газета не вела.  Поруч із статтями й репортажами про актуальні події й процеси в області, тут публікувалися різноманітні матеріали на історичні теми. Через кілька місяців газета стала виходити на 16 сторінках. Видання стало відомим в області після публікації навесні 1998 року інтерв'ю редактора Юрія Клованича з місцевим кримінальним авторитетом Михайлом Токарем на псевдо «Геша», який кандидував у депутати обласної ради, став ним, але наприкінці 1999 року загинув від кулі найманого вбивці. Журналісти газети писали на несподівані теми, робили репортажі із важкодоступних місць області та з-за кордону — Словаччини, Румунії тощо. Чимало матеріалів надходило, зокрема, із Виноградівського, Міжгірського, Рахівського та інших районів. Від літа 1998 аж до початку 2000 року газета значною мірою присвячувалася проблематиці повеней та паводків на Закарпатті, вирубки лісів у Карпатах тощо. Також писала газета про соціальні проблеми в області, нелегальну міграцію, проблеми поганого стану авіасполучень із Закарпаттям, про процеси виїзду закарпатців на заробітки за кордон тощо. У 2000-ному році вийшло спеціальне повнокольорове глянцеве видання «Закарпаття на зламі тисячоліть», яке зібрало кращі репортажі й інтерв'ю газетярів.
До 2000 року на спрямованість газети вливала політична сила СДПУ(о), але після скандального виходу Віктора Балоги з цієї партії газета стала різко критикувати діяльність Мукачівської районної адміністрації та ради, де дана партія зберігала значний вплив. Газета стала орієнтуватися на політичні сили «Солідарність» і згодом — «Наша Україна». У 2001 році видання знову повертається до проблематики стихійних лих та вирубки лісів у Карпатах у зв'язку з нищівним весняним паводком в області.
Так газета стає лідером, щодо накладу та впливу на громадську думку серед україномовних газет Закарпаття, при цьому наклад досягає 13 000 до 20 000 прим.
У 2002—2004 роках публікації газети присвячувалися локальним проблемам районів. Щовівторка стали виходити додатки «Вечірнє Мукачево», «Вечірній Ужгород», «Вечірній Мараморош». У 2003 році видання опублікувало кілька репортажів із Жденієва Воловецького району, де саме зводив величезний особняк, відомий згодом як база «Ведмежа діброва», політик Віктор Медведчук. Газета зазнавала тиску з боку влади, особливо напередодні, під час і після мукачівських виборів навесні 2004 року — були перешкоди у роботі журналістів, у розповсюдженні, погрози рекламодавцям, позови до суду тощо .
Улітку 2004 року редактор газети Юрій Клованич, прагнучи дотримуватися балансу думок, виступив проти тиску й цензури з боку власника, вийшов із числа співзасновників ТзОВ «Старий Замок» й заснував нове видання під назвою «Старий Замок — Паланок» . Віктор Балога навіть подавав до нього до суду за наклеп. Юрій Клованич судився і з Нестором Шуфричем, і з багатьма іншими політиками, про яких писала новозаснована газета. Газету «Старий Замок» на два роки очолив Іван Берец, але у 2006 році дане видання припинило вихід. Із Віктором Балогою Юрій Клованич уклав угоду про примирення і невтручання у редакційну політику..
У 2010 році Юрій Клованич покинув видання й журналістику взагалі, та зайнявся туристичним бізнесом. У 2010-2014 роках редакція перебазувалася до Ужгорода, де редакторами були Лариса Подоляк й Ярослав Світлик. 
У 2012 році газета була одним із інформаційних партнерів конкурсу 
Пишемо про Закарпаття разом.
Остаточно припинила вихід газета навесні 2014 року.

## Загальні відомості
З 2006 року Газета надалі виходила під назвою «Старий Замок — Паланок». 
Анонси номерів газети виходили в інтернет-ЗМІ Закарпаття.
З 15 січня 2021 юридична особа ТОВ "Газета «Старий Замок» «Паланок»" в стані припинення.

## Вкладки
«Старий Замок» мав три регіональні вкладки: «Вечірній Ужгород», «Вечірнє Мукачево», «Вечірній Мараморош», один спецвипуск — «Закарпаття на зламі тисячоліть». "Старий Замок - Паланок" мав "Бібліотечку", у якій вийшли трилогія письменника Дмитра Кешелі "Політ співочого каміння", збірка етнографа Івана Хланти "Казкар" та інші публікації.

## Колектив
Головним редактором видання з 1997 року був Юрій Клованич. Журналісти у 1997—2006 роках — Микола Рішко (Мукачево), Тетяна Красільнічук (Мукачево), Олександр Гаврош (Ужгород), Іван Жирош (Ужгород), Василь Бедзір (Ужгород), Михайло Папіш (Берегове), Василь Бахно (Хуст), Василь Кіш (Виноградів), Іван Королович (Мукачівський р-н) (†2005), Степан Сікора (Мукачівський р-н), Олексій Філіппов (Мукачево) (†2014), Олекса Лівінський (Мукачево, Міжгірщина), Лариса Подоляк (Ужгород) та ін. Від 2006 до 2014 року — Ярослав Світлик, Тетяна Ратушняк, Тетяна Когутич, Олександр Ворошилов, Олег Супруненко, Тетяна Літераті, Михайло Фединишинець, Лариса Романюк, Анастасія Лесів, Андрій Зеленко та ін.

## Діалектика
У заголовках газети дуже часто функціонувала діалектна лексика.

## Рекомендована література
- Ващук І. М. Систематика жанрів у закарпатській пресі (на матеріалах видань Закарпатська правда та Старий замок) // Прикарпатський вісник НТШ. Слово. – 2015. – №. 2. – С. 481-487.
- Ващук І. Трансформація жанрів у сучасних закарпатських засобах масової інформації //Вісник Львівського університету. Серія: Журналістика. – 2014. – №. 39 (1). – С. 189-197.

| Газета | Це незавершена стаття про друковане видання. Ви можете допомогти проєкту, виправивши або дописавши її. |